# Campionat del Món de ciclisme en contrarellotge per equips femenins
El Campionat del Món de ciclisme en contrarellotge per equips femenins és una de les proves que formen part dels Campionats del món de ciclisme en ruta que organitza la Unió Ciclista Internacional.
La cursa es disputà anualment per equips nacionals sobre una distància de 50 quilòmetre entre 1987 i 1994, quan es creà el Campionat del Món en contrarellotge.
A partir del 2012 es torna a disputar però amb els equips comercials.

## Palmarès per equips nacionals
| Campionats | Or                                                                                              | Plata                                                                                     | Bronze                                                                                           |
| 1987       | Unió Soviètica · Nadesja Kibardina · Al·la Iàkovleva · Tamara Poliakova · Liubov Pugovítxnikova | Estats Units · Inga Thompson · Sue Ehlers · Jane Marshall · Leslie Schenk                 | Itàlia · Francesca Galli · Roberta Bonanomi · Imelda Chiappa · Monica Bandini                    |
| 1988       | Itàlia · Monica Bandini · Roberta Bonanomi · Maria Canins · Francesca Galli                     | Unió Soviètica · Al·la Iàkovleva · Nadesja Kibardina · Svetlana Rojkova · Laima Zilporite | Estats Units · Jeannie Golay · Phyllis Hines · Jane Marshall · Leslie Schenk                     |
| 1989       | Unió Soviètica · Nadesja Kibardina · Tamara Poliakova · Laima Zilporite · Natalya Melekhina     | Itàlia · Monica Bandini · Roberta Bonanomi · Maria Canins · Francesca Galli               | França · Valérie Simmonnet · Cécile Odin · Catherine Marsal · Nathalie Cantet                    |
| 1990       | Països Baixos · Leontien Van Moorsel · Monique Knol · Cora Westland · Astrid Schop              | Estats Units · Inga Thompson · Eva Stephenson · Phyllis Hines · Maureen Manley            | Unió Soviètica · Natalya Melekhina · Nadesja Kibardina · Valentina Polkhanova · Natalia Chipaeva |
| 1991       | França · Marion Clignet · Nathalie Gendron · Cécile Odin · Catherine Marsal                     | Països Baixos · Monique De Bruin · Monique Knol · Astrid Schop · Cora Westland            | Unió Soviètica · Natalya Grinina · Nadesja Kibardina · Valentina Polkhanova · Aiga Zagorska      |
| 1992       | Estats Units · Danute (Bunki) Bankaitis-Davis · Eva Stephenson · Jan Bolland · Jeannie Golay    | França · Jeannie Longo · Corinne Legal · Catherine Marsal · Cécile Odin                   | Rússia · Nadesja Kibardina · Natalya Grinina · Gulnara Fatkullina · Aleksa Koliaseva             |
| 1993       | Rússia · Olga Sokolova · Svetlana Bubnenkova · Aleksa Koliaseva · Valentina Polkhanova          | Estats Units · Eva Stephenson · Jeannie Golay · Jan Bolland · Deirdre Demet               | Itàlia · Roberta Bonanomi · Alessandra Cappellotto · Michela Fanini · Fabiana Luperini           |
| 1994       | Rússia · Olga Sokolova · Aleksa Koliaseva · Svetlana Bubnenkova · Valentina Polkhanova          | Lituània · Rasa Polikevičiūtė · Jolanta Polikevičiūtė · Diana Žiliūtė · Liuda Triabaite   | Estats Units · Deirdre Demet · Eva Stephenson · Jeannie Golay · Alison Dunlap                    |

### Medaller
| Posició | País           | Or | Plata | Bronze | Total |
| 1       | Unió Soviètica | 2  | 1     | 2      | 4     |
| 2       | Rússia         | 2  | 0     | 1      | 2     |
| 3       | Estats Units   | 1  | 3     | 2      | 6     |
| 4       | Itàlia         | 1  | 1     | 2      | 4     |
| 5       | França         | 1  | 1     | 1      | 3     |
| 6       | Països Baixos  | 1  | 1     | 0      | 2     |
| 7       | Lituània       | 0  | 1     | 0      | 1     |
| Total   | Total          | 8  | 8     | 8      | 24    |

## Palmarès per marques comercials

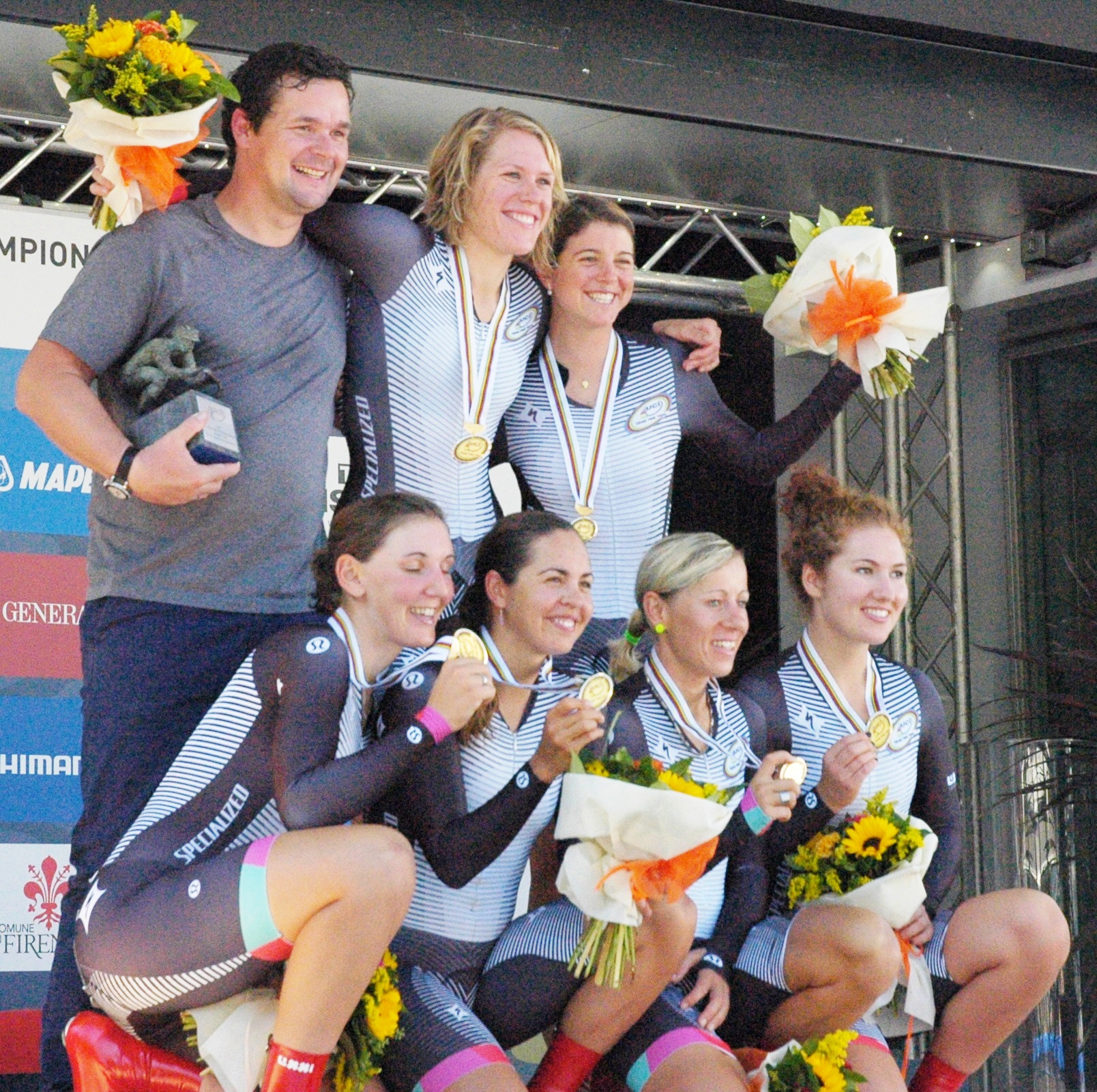
Team Specialized-lululemon (2013)

| Championships           | Or | Plata | Bronze |
| 2012 Valkenburg detalls | Team Specialized–lululemon | Orica-AIS | AA Drink-leontien.nl |
| 2012 Valkenburg detalls | Charlotte Becker (GER) · Ellen van Dijk (NED) · Amber Neben (EUA) · Evelyn Stevens (EUA) · Ina-Yoko Teutenberg (GER) · Trixi Worrack (GER)  | Judith Arndt (GER) · Shara Gillow (AUS) · Loes Gunnewijk (NED) · Melissa Hoskins (AUS) · Alex Rhodes (AUS) · Linda Villumsen (NZL)                    | Chantal Blaak (NED) · Lucinda Brand (NED) · Jessie Daams (BEL) · Sharon Laws (GBR) · Emma Pooley (GBR) · Kirsten Wild (NED)                         |
| 2013 Florència detalls  | Team Specialized–lululemon | Rabobank-Liv/giant | Orica-AIS |
| 2013 Florència detalls  | Lisa Brennauer (GER) · Katie Colclough (GBR) · Carmen Small (EUA) · Evelyn Stevens (EUA) · Ellen van Dijk (NED) · Trixi Worrack (GER)       | Lucinda Brand (NED) · Thalita de Jong (NED) · Pauline Ferrand-Prevot (FRA) · Roxane Knetemann (NED) · Annemiek van Vleuten (NED) · Marianne Vos (NED) | Annette Edmondson (AUS) · Shara Gillow (AUS) · Loes Gunnewijk (NED) · Melissa Hoskins (AUS) · Emma Johansson (SWE) · Amanda Spratt (AUS)            |
| 2014 Ponferrada detalls | Specialized–lululemon | Orica-AIS | Astana BePink |
| 2014 Ponferrada detalls | Chantal Blaak (NED) · Lisa Brennauer (DEU) · Karol-Ann Canuel (CAN) · Carmen Small (EUA) · Evelyn Stevens (EUA) · Trixi Worrack (DEU)       | Annette Edmondson (AUS) · Melissa Hoskins (AUS) · Emma Johansson (SWE) · Jessie MacLean (AUS) · Valentina Scandolara (ITA) · Amanda Spratt (AUS)      | Alena Amialiusik (BLR) · Simona Frapporti (ITA) · Doris Schweizer (SUI) · Alison Tetrick (EUA) · Silvia Valsecchi (ITA) · Susanna Zorzi (ITA) ·     |
| 2015 Richmond detalls   | Velocio-SRAM | Boels-Dolmans | Rabo-Liv |
| 2015 Richmond detalls   | Alena Amialiusik (BLR) · Lisa Brennauer (DEU) · Karol-Ann Canuel (CAN) · Barbara Guarischi (ITA) · Mieke Kröger (DEU) · Trixi Worrack (DEU) | Lizzie Armitstead (GBR) · Chantal Blaak (NED) · Christine Majerus (LUX) · Katarzyna Pawłowska (POL) · Evelyn Stevens (EUA) · Ellen van Dijk (NED)     | Lucinda Brand (NED) · Thalita de Jong (NED) · Shara Gillow (AUS) · Roxane Knetemann (NED) · Katarzyna Niewiadoma (POL) · Anna van der Breggen (NED) |
| 2016 Doha detalls       | Boels-Dolmans | Canyon-SRAM Racing | Cervélo Bigla |
| 2016 Doha detalls       | Chantal Blaak (NED) · Karol-Ann Canuel (CAN) · Lizzie Deignan (GBR) · Christine Majerus (LUX) · Evelyn Stevens (EUA) · Ellen van Dijk (NED) | Alena Amialiusik (BLR) · Hannah Barnes (GBR) · Lisa Brennauer (GER) · Elena Cecchini (ITA) · Mieke Kröger (GER) · Trixi Worrack (GER)                 | Ciara Horne (GBR) · Lisa Klein (GER) · Lotta Lepistö (FIN) · Ashleigh Moolman (RSA) · Joëlle Numainville (CAN) · Stephanie Pohl (GER)               |
| 2017 Bergen detalls     | Team Sunweb | Boels-Dolmans | Cervélo Bigla |
| 2017 Bergen detalls     | Lucinda Brand (NED) · Leah Kirchmann (CAN) · Floortje Mackaij (NED) · Coryn Rivera (EUA) · Sabrina Stultiens (NED) · Ellen van Dijk (NED)   | Chantal Blaak (NED) · Karol-Ann Canuel (CAN) · Megan Guarnier (EUA) · Christine Majerus (LUX) · Amy Pieters (NED) · Anna van der Breggen (NED)        | Stephanie Gaumnitz (DEU) · Lisa Klein (DEU) · Clara Koppenburg (DEU) · Lotta Lepistö (FIN) · Cecilie Uttrup Ludwig (DEN) · Ashleigh Moolman (RSA)   |

### Medaller
| Posició | País                 | Or | Plata | Bronze | Total |
| 1       | Canyon-SRAM Racing   | 4  | 1     | 0      | 5     |
| 2       | Boels Dolmans        | 1  | 2     | 0      | 3     |
| 3       | Team Sunweb          | 1  | 0     | 0      | 1     |
| 4       | Orica-AIS            | 0  | 2     | 1      | 3     |
| 5       | WM3 Pro Cycling      | 0  | 1     | 1      | 2     |
| 6       | Cervélo Bigla        | 0  | 0     | 2      | 2     |
| 7       | AA-Drink-Leontien.nl | 0  | 0     | 1      | 1     |
| 7       | Astana BePink Womens | 0  | 0     | 1      | 1     |
| Total   | Total                | 6  | 6     | 6      | 18    |